# Analizator efikasnosti gađanja
Analizator efikasnosti gađanja (eng. fire unit analyzer), američki instrument u obliku grafikona na providnom materijalu, koji omogućuje brzu analizu efikasnosti obaranja ciljeva u zraku pri organizaciji protuzračne obrane (PZO) nekog objekta. Na osnovu podataka dobivenih tom analizom vrše se eventualne ispravke u planiranom borbenom rasporedu vatrenih jedinica za zaštitu tog objekta. Ponekad se cijeli postupak ponavlja sve dok se ne dobije optimalno rješenje za dati slučaj. Grafikon se izrađuje posebno za svaki kalibar protuzrakoplovnog topništva (PZT) i svaku vrstu raketnog projektila zemlja-zrak, a predstavlja, u razmjeru karte na kojoj se planira odbrana, crtež zone djelovanja jedne baterije ispunjen izvjesnim krivuljama.

## Za oružja srednjeg i teškog PZT-a
Za oružja srednjeg i teškog PZT-a analizator efikasnosti gađanja sadrži krivulje jednakih efikasnosti obaranja cilja. Postoje dvije vrste: za različite i za specijalne uvjete zračnog napada. 
Prvi, tzv. osnovni analizator efikasnosti gađanja namijenjen je za visine napada 15,000 – 30,000 stopa i brzine 200 – 400 milja/h, a ostali služe za visine 15,000, 20,000, 30,000 i (za top 120 mm) za 35,000 stopa. 
Obje vrste koriste se na radnoj karti na kojoj je prethodno označena osjetljiva (branjena) površina objekta, ucrtana linija otpuštanja bombi (LOB) za pretpostavljenu visinu i brzinu cilja prilikom bombardiranja, unijeta linija optimalnog rasporeda (LOR) bitnica s ucrtanim vatrenim položajima (na samoj liniji ili u njezinoj blizini) i kroz centar objekta povučen određnen broj (obično, na svakih 30°) pravaca mogućih napada zrakoplovstva. Da bi se odredila vjerojatnost obaranja cilja na svakom od tih pravaca, analizator efikasnosti gađanja se postavlja križem na mjesto presjeka analiziranog pravca s LOB-om i usmjerava se tako da strelica leta (s vrhom okrenutim ka objektu) poklopi pravac napada na karti. Zatim se pročita indeksni broj za svaku bitnicu koja leži unutar analizator efikasnosti gađanja. Zbroj vjerojatnosti obaranja cilja pojedinih bitnica predstavlja ukupnu vjerojatnost obaranja cilja na tom pravcu napada. Dobiveni rezultati prikazani su tablično (u vidu tablice efikasnosti) ili grafički (u vidu tzv. kružnog pokazivača efikasnosti) daju opću sliku efikasnosti obrane koju je mogući postići s ucrtanim rasporedom vatrenih jedinica. Smatra se da je vjerojatnost obaranja cilja 18% nedovoljna za postizanje materijalnog djelovanja po cilju, te da obrana s tolikom vjerojatnosti može imati samo moralni efekt. 

## Za raketne projektile
Za raketne projektile analizator efikasnosti gađanja sadrži krivulje jednakog broja eksplozija, pa se naziva lokator eksplozija (eng. burst locator). Prostor između krivina jednak je horizontalnoj daljini koju cilj pređe u toku vremena rada i vremena leta projektila. Centar grafikona predstavlja položaj ugrožene tačke. Brojčana vrijednost svake krivulje označava broj projektila koje vatrena jedinica može izbaciti na cilj dok on ne stigne do točke za koju se vrši analiza. Da bi se vidjelo koliki je taj broj za pojedine bitnice, analizator efikasnosti gađanja se (pošto se radna karta priprema na način kao za analizu efikasnosti gađanja oružjima srednjeg i teškog PZT-a) postavlja centrom na točku za koju se vrši analiza (npr. na presjek između linije određenog pravca mogućeg napada i LOB-a) i usmjerava se tako da njegova strelica leta (s vrhom okrenutim ka branjenom objektu) poklopi liniju pravca napada. Zatim se pročitaju odgovarajuće vrijednosti za sve bitinice obuhvaćene grafikonom. 
Za bitnicu sa strane ili ispred vanjske obrisne linije uzima se vrijednost nula, jer se cilj nalazi izvan njenog dometa. Za bitnicu u pozadini spomenute linije, pošto se cilj nalazi u njenom dometu, do traženog podatka dolazi se na način što se iz mjesta bitnice, a paralelno s razmatranim pravcem napada, povuče pravac do presjeka s periferijom analizatora efikasnosti gađanja i za tu točku pročita odgovarajuća vrijednost. 
Lokator eksplozija služi samo za grubu analizu i upotrebljava se kada nedostaje odgovarajuće računalo ili nema dovoljno vremena za izračune na njemu. 